# Boloria freija
Boloria freija o Clossiana freija es una mariposa de la familia Nymphalidae con una distribución circumboreal. Se reproduce en los pantanos y la tundra. Su hábitat incluye el norte de Europa al norte de los 60° N, lugares ocasionalmente más al sur, los Urales, Siberia, el Lejano Oriente de Rusia, las montañas del norte de Mongolia y Hokkaido, en Japón, así como América del Norte, que se extiende en las Montañas Rocosas y 35° N. Las orugas se alimentan de Rubus chamaemorus, Dryas sp., Vaccinium uliginosum, Arctostaphylos alpina, A. uva-ursi, Empetrum nigrum, Rhododendron aureum, Rh. lapponicum. La especie produce una generación cada dos años, según la altura.